# 매켄지계곡늑대
북서부늑대(영어: northwestern wolf; 학명: Canis lupus occidentalis) 또는 매켄지계곡늑대, 북부팀버늑대라고도 불리며 매켄지계곡늑대는 북아메리카에서 서식하는 회색늑대의 6개 아종 중 가장 광범위하게 분포해 있는 늑대이다.